# Oroklini
Oroklini oder Voroklini (griechisch Ορόκλινη) ist ein Ort im Bezirk Larnaka in Zypern. Bei der letzten amtlichen Volkszählung im Jahr 2021 hatte der Ort 7575 Einwohner.

## Lage

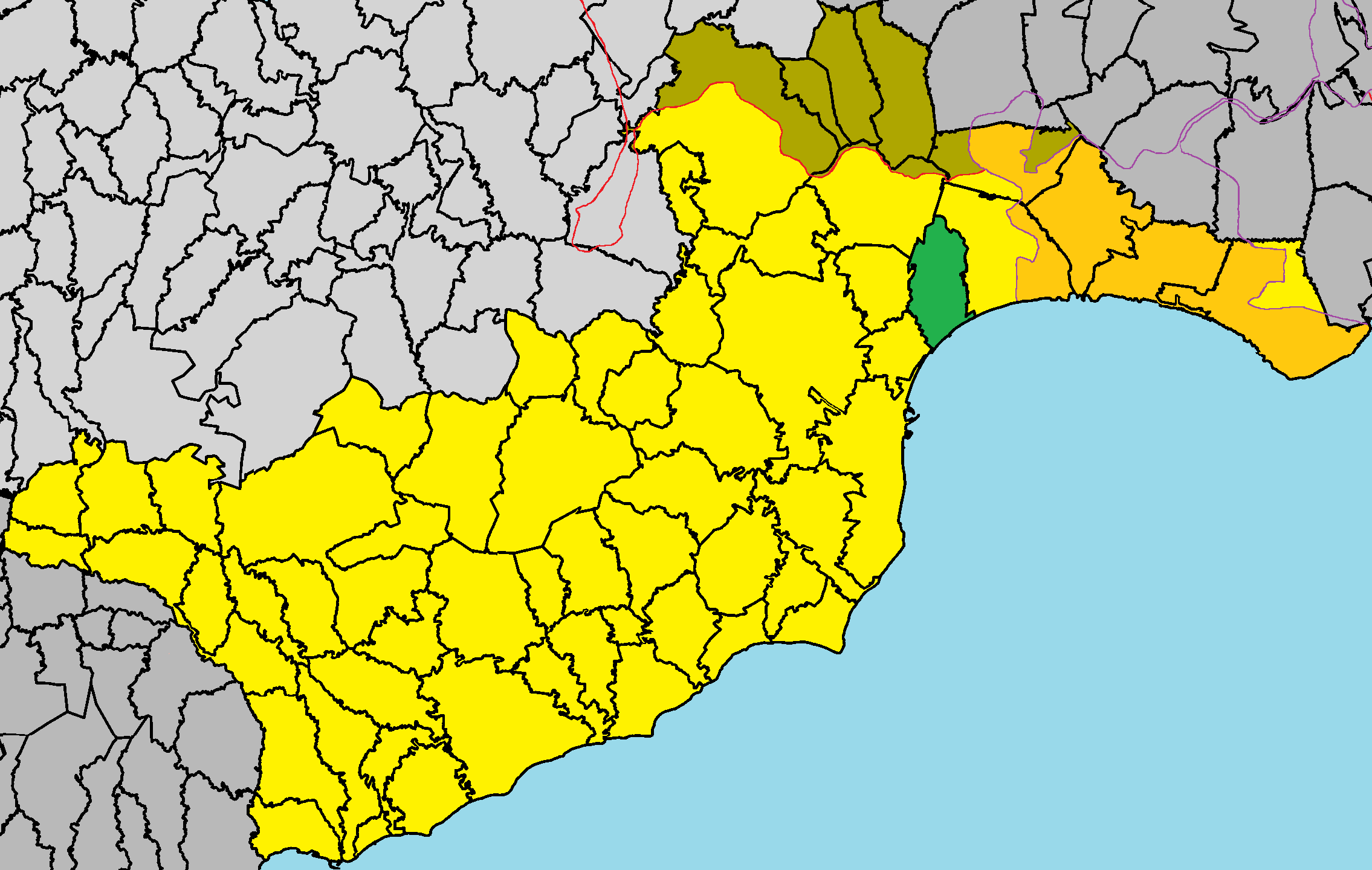
Lage der Gemeinde im Bezirk Larnaka

Oroklini liegt im Südosten der Insel Zypern auf 50 Metern Höhe, etwa 33 km südöstlich der Hauptstadt Nikosia, 6 km nordöstlich von Larnaka und 30 km westlich von Agia Napa.
Der eigentliche Ort befindet sich etwa 1 km vom Mittelmeer entfernt an der Bucht von Larnaka. Er liegt an der Autobahn 3 vom Flughafen Larnaka nach Agia Napa und an der B3. Im Norden grenzt das Gemeindegebiet an die Pufferzone zu Nordzypern. Südlich liegt der Oroklini-See, ein Natura 2000-Schutzgebiet.
Orte in der Umgebung sind Pyla im Nordosten und dahinter die britische Militärbasis Dhekelia mit den zyprischen Exklaven Xylotymbou und Ormideia, Livadia und Larnaka im Südwesten, Kellia im Westen sowie Troulloi in der Pufferzone im Nordwesten.